# سارینا (کوئینزلند)
سارینا (به انگلیسی: Sarina) یک شهرک در استرالیا است که در کوئینزلند واقع شده‌است.